# Arrhamphus
Arrhamphus is een geslacht van straalvinnige vissen uit de familie van de halfsnavelbekken (Hemiramphidae).

## Soort en ondersoorten
- Arrhamphus sclerolepis Günther, 1866
  - Arrhamphus sclerolepis sclerolepis
  - Arrhamphus sclerolepis krefftii